# Gymnostomum valerianum
Gymnostomum valerianum là một loài Rêu trong họ Pottiaceae. Loài này được (E.B. Bartram) R.H. Zander mô tả khoa học đầu tiên năm 1972.